# Adır Adası
Adır Adası, früher Lim (armenisch Լիմ կղզի Lim kghzi) ist eine heute unbewohnte Insel im Vansee in der Osttürkei. Während des Völkermords an den Armeniern 1915 flüchteten bis zu 12.000 armenische Frauen und Kinder innerhalb von drei Tagen auf die Insel.
Das armenisch-apostolische St.-Georgs-Kloster (Sourp Kevork) wurde im Jahre 1305 erbaut und 1621 sowie 1766 erweitert, es besteht derzeit nur noch aus Ruinen. Die Insel enthält auch einen Friedhof mit armenischen Chatschkars.

## Galerie

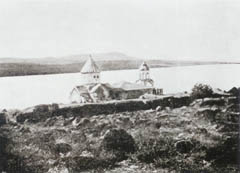
Das Kloster vom Nordosten aus gesehen
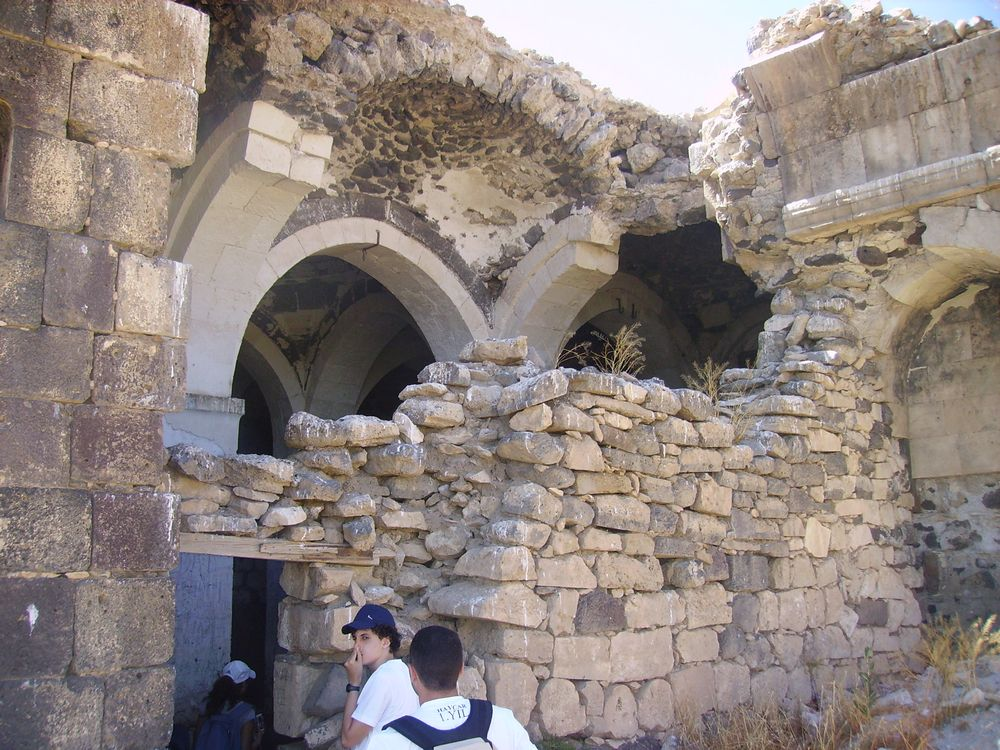
Armenisches Kloster Lim 2009
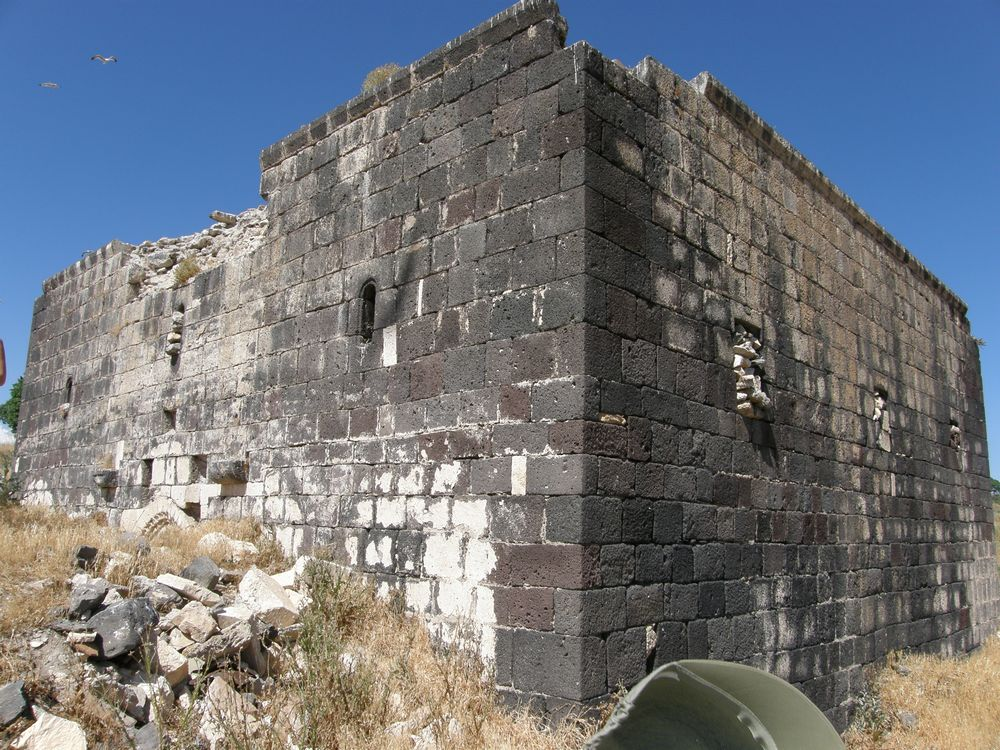
Armenisches Kloster Lim
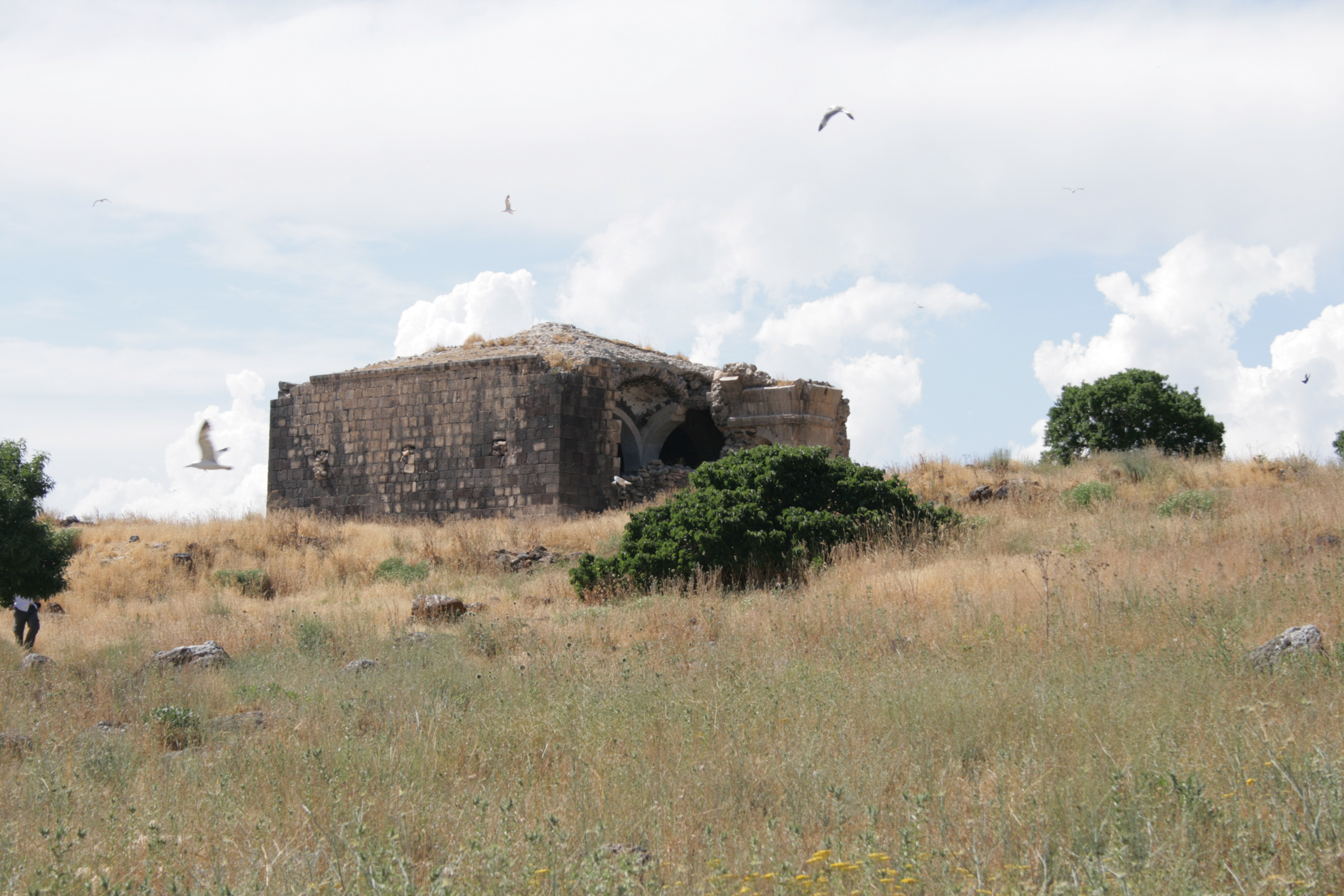
Armenisches Kloster Lim 2009
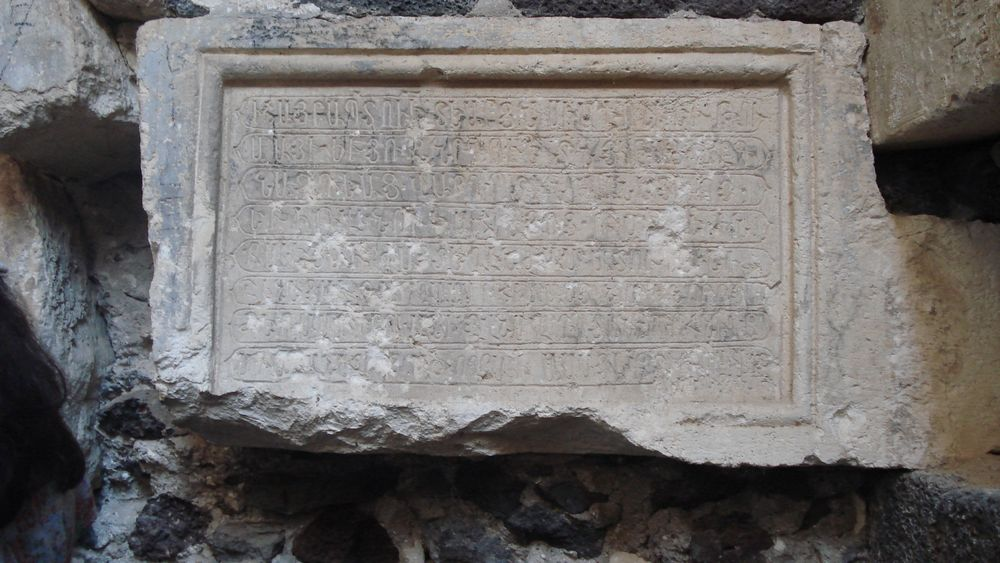
Armenischer Schriftzug am Kloster